# Анте портас (музичка група)
Анте портас је некадашња демо-поп-рок група из Младеновца (Град Београд, Србија).

## Оснивање групе
Група је основана 1986. у Младеновцу. У оригиналној постави групу су чинили: Ненад Вујић Вуја (соло гитара), Ненад Лазаревић Лаза (вокал) и браћа Соколовић, Ненад (ритам гитара) и Предраг Пеђа (бас-гитара). Група није имала сталног бубњара, па су се у почетку смењивали Живорад Јовановић Маке и Милан Стојиљковић Пампи. Музика групе била је инспирисана ју-рок таласом осамдесетих. У исто време настају и много познатији ју- рок састави, као што су крагујевачки Освајачи. 

## Музика и наступи
Прва два демо снимка, Анте портас је снимио у августу 1987. године у једном вождовачком студију, што је била прекретница у афирмацији овог бенда. Музику и текст за песме Причај ми и Сећам се урадио је Зоран Вујић Вуја, а ритам секцију и аранжман Иван Мијаиловић. Уследиле су локалне промоције снимака, које су наишле на врло позитиван одјек, а затим и први наступи. У библиотеци Техничке школе, забележен је први наступ ове групе, у оквиру рок фестивала група из Младеновца. Поред Анте портаса наступали су и култни младеновачки рок бенд Капетан Блеф, као и нове групе у повоју Мртви Бамби и Марина.
Реакција публике дала је ветар у леђа групи Анте портас, на наступу су премијерно извели и нову нумеру Обојио се дан.
Убрзо затим, Анте портас наступа на великом рок концерту у младеновачком Спортском центру, на коме је учествовала и Ју група.
Тај наступ је забележен и у медијима који су извештавали са концерта, а убрзо стиже и позив за интервју, за Политику Експрес, убрзано се припрема и прес материјал.

## Промене у групи
Током припреме песме Децембар, због обавеза групу напушта Ненад Вујић и отада развој групе иде у другом правцу. Потом, због одласка у војску, групу напушта певач Ненад Лазаревић. Место вокала преузима Ненад Соколовић, а на месту гитаристе смењивали су се Дејан Петронијевић, Мика Мишић, Александар Никетић. Следи велика демо турнеја по градовима Србије, снимање спотова...
Група Анте портас је представљала свој град у ТВ емисији РТС-а Варошарије.
Група је престала са радом у првој половини 90-их година.